# Заїм (залізничне селище)
Заїм (рум. Zaim) — залізничне селище в Молдові в Каушенському районі. Входить до складу комуни, центром якої є село Заїм.
| Молдова | Це незавершена стаття з географії Молдови. Ви можете допомогти проєкту, виправивши або дописавши її. |